# Relations entre la Géorgie et le Laos
Les relations entre la Géorgie et le Laos sont les relations diplomatiques entre le pays européen de Géorgie et la République démocratique populaire lao en Asie. Les relations diplomatiques entre les deux pays sont officiellement établis le 6 novembre 1998 sous les présidences respectives d'Edouard Chevardnadzé et de Khamtay Siphandone. Le Laos est représenté auprès de la Géorgie par son ambassade en Russie. L'ambassadeur lao actuel est Siviengphet Phetvorasack.
En mai 2013, le président géorgien Mikheïl Saakachvili rencontre le premier ministre lao Thongsing Thammavong lors du Sommet pour la sécurité de l'eau de l'Asie-Pacifique en Thaïlande.
Depuis 2008, la Géorgie sponsorise une résolution annuelle devant l'Assemblée générale des Nations unies appelant au retour des personnes déplacées d'Abkhazie et d'Ossétie du Sud et à la protection de leurs propriétés dans les territoires occupés. Le Laos a voté contre la résolution en 2009, 2011, 2012 et chaque année depuis 2014, s'alignant avec la Russie.